# Lisbeth Felder
Elisabeth Felder (* 10. Februar 1949 in Zeihen) ist eine Schweizer Schauspielerin und Hörspielsprecherin.

## Leben
Lisbeth Felder wuchs als Tochter einer Kleinbauernfamilie in ihrem Geburtsort auf. Drei Jahre arbeitete sie als Primarlehrerin in Basel, ehe sie sich in den Jahren 1972 und 1973 an der Schauspielschule von Renato Cibolini zur Schauspielerin ausbilden liess. Im Dezember 1972 debütierte sie in der Rolle der Eve im Zerbrochnen Krug von Heinrich von Kleist am Stadttheater Pforzheim. Ihr erstes Festengagement erhielt Felder am Landestheater Tübingen unter dem Intendanten Manfred Beilharz, mit dem sie 1976 an die Städtischen Bühnen Freiburg wechselte. In Freiburg blieb Felder bis 1982, danach war sie freischaffend tätig und gastierte an Bühnen in Deutschland und der Schweiz, unter anderem am Zürcher Theater am Neumarkt und beim Berner Theaterfestival AUAWIRLEBEN, zum Teil mit Soloprogrammen.
In dem Fernsehfilm Schnitzeljagd stand Lisbeth Felder 1982 zum ersten Mal vor dem Kamera. Seit 1994 (Folge 31) ist sie als Kräuterfrau Lioba Weber eine der Hauptdarstellerinnen in der Fernsehserie Die Fallers. Felder arbeitet darüber hinaus als Hörspielsprecherin und wirkt immer wieder in Produktionen des Südwestrundfunks mit. Sie lebt mit ihrem Mann, dem 1981 aus Hermannstadt ausgewanderten Schauspieler Karl-Heinz Maurer, in Gundelfingen (Breisgau).

## Filmografie
- 1982: Schnitzeljagd
- seit 1994: Die Fallers – Die SWR Schwarzwaldserie
- 2011: Tatort – Der schöne Schein

## Hörspiele
- 1986: Der Herr von Zimmer 7 – Autor: Frieder Faist – Regie: Matthias Spranger
- 1992: Nit um's Verrecke – Autor und Regie: Karl Wittlinger
- 1993: Hinter Mailand – Autor: Klaus Hoggenmüller – Regie: Thomas Lehner
- 1994: Von Valencia nach Freiburg – Autor: Ingrid Marschang – Regie: Thomas Lehner
- 1994: Der Besuch in Summerfield oder Zwei Revolutionäre treffen sich – Autor: Wolfgang Duffner – Regie: Klaus Gülker
- 1995: Raben-Nacht – Autorin: Margrit Irgang – Regie: Thomas Lehner
- 1997: Mi Miami – Autor: Gilles Mebes – Regie: Thomas Lehner
- 2000: Am Rhi Damm – Autor: Michael Köhlmeier – Regie: Hartmut Kirste
- 2002: Kritikerkater – Autor: Wendelinus Wurth – Regie: Michael Utz
- 2003: Sehe jeder, wie er’s treibe – Autorin: Christina Calvo – Regie: Michael Utz
- 2003: Sitzboogie – Autorin: Rita Breit – Regie: Hubertus Gertzen
- 2004: Die Ehrenbürgerschaft – Autorin: Jutta Person – Regie: Hubertus Gertzen
- 2007: Mord im Zeichen des Zen (2. Teil: Die Kinder) – Autor: Oliver Bottini – Regie: Ulrich Lampen
- 2010: Radio-Tatort: Finkbeiners Geburtstag – Autor: Hugo Rendler – Regie: Mark Ginzler
- 2011: Der Schwarzwursthammer – Autor: Thomas Stritthammer – Regie: Ulrich Lampen
- 2012: Dazwischen – Autor: Hugo Rendler – Regie: Mark Ginzler
- 2013: Frauenmörder Heinrich Pommerenke – Autor: Johannes Weiß – Regie: Mark Ginzler
- 2014: Die Fallers: Junggesellenabschied – Autor: Hugo Rendler – Regie: Günter Maurer
- 2015: Bierleichen – Autor: Roland Weis – Regie: Tobias Krebs